# 王粛
王 粛（おう しゅく、195年 - 256年）は、中国三国時代の政治家。魏に仕えた。字は子雍。徐州東海郡郯県（現在の山東省臨沂市郯城県）の人。父は王朗。子は王惲・王恂・王虔・王愷・王隆・王元姫（司馬昭妻）。従兄弟は王詳。曾孫は王雅。外孫は司馬炎（西晋の武帝）。『三国志』魏志王朗伝に記述がある。

## 経歴
父が後漢の会稽太守を務めていた時、会稽で生まれたという（蜀志「許靖伝」が引く王朗の手紙）。
18歳の時、荊州の宋忠のもとで揚雄の『太玄経』を読み、それについての解釈を作った。
黄初年間に散騎侍郎となり、229年に散騎常侍に任命された。230年、曹真が蜀征伐に出兵（子午の役）していたが、王粛は道の険阻さと補給の困難さを理由に、撤兵を進言した。既に死去した大臣達のために喪を発し、宗廟を祭ることを上奏し、聞き入れられた。また、官職整理と古代儀礼の復活を具申した。
青龍年間に、山陽公（後漢の献帝）が没した。山陽公は王者の礼で葬られることになったが、その諡が問題になった。王粛は「皇帝」の「皇」と「帝」の呼称のうち、「皇」の方がやや軽い別称だとして、山陽公の諡に皇の字を用いるべきと提言した。しかし曹叡（明帝）はこれを聞き入れず、山陽公に孝献皇帝と諡した。
常侍の身分で秘書監を務める立場となり、崇文観祭酒を兼任した。景初年間、曹叡が宮殿造営に熱中すると、政治が弛緩し民は疲弊した。王粛は上奏し、政治の引き締めと経費節減を求めた。
曹叡が、前漢と後漢の事例を引いて問うと、王粛は的確な返答をし、帝王としての心構えを曹叡に示した。
240年、広平太守となったが、召し返され議郎に任じられた。しばらくして侍中となり、太常に昇進した。当時、曹爽が朝廷の実権を握り、何晏などの側近達が政治をほしいままにしていたが、王粛は何晏達を激しく憎悪し、あるとき蔣済と桓範に対しその不満をぶちまけた。それを耳にした曹爽は王粛達に対する警戒を強めたという。まもなく、宗廟の祭祀についての問題で免職となった。後に光禄勲として復帰した。
司馬師の時代、武器庫の屋根に二匹の魚が上る事件があった。ある者がこれを吉兆と判断したが、王粛は辺境での変事を意味する凶兆と判断した。まもなく東関での敗戦報告があった。
河南尹に転任し、後に持節・太常となった。254年、司馬師が曹芳（斉王）を廃位すると、新帝として曹髦（高貴郷公）が擁立されることになり、王粛が迎えの使者を務めた。この年に白気（彗星またはオーロラ）が天空を横切る事件が発生した。司馬師が王粛にその理由を尋ねたところ、王粛は「東南で動乱が勃発するでしょうが、徳により人心を安定させれば、反乱はたちまち平定されるでしょう」と応えた。255年、毌丘倹・文欽が揚州で反乱を起こした。司馬師に対策を尋ねられると、王粛はかつての関羽敗退例を引き、反乱軍の将兵の家族を確保し、反乱軍の進出を阻止すれば、彼らはやがて自壊するだろうと述べた。司馬師はそれに従ったため、反乱を鎮めることができた（毌丘倹・文欽の乱）。
王粛は中領軍に昇進し、散騎常侍を加わえられた。領邑は300戸増え、あわせて2200戸を領した。
256年に死去し、衛将軍を追贈され、景侯と諡された。子の王惲が後を継いだ。王惲には跡継ぎがいなかったため、一度直系は断絶した。263年、王恂が採り立てられ、蘭領侯とされた。禅譲により晋が興り、五等爵の制度が定められると、王粛の生前の功績が評価され、王恂が永県の子爵とされた。『晋諸公賛』によると、王恂には8人の兄弟がおり、その内の王虔と王愷の2人は出世し高官に昇ったという。
礼制について鄭玄の説に反対し、鄭玄説を擁護する王基などと議論した（「王基伝」）。そのとき、孔子と弟子たちの言行録である『孔子家語』に注を施し、これを根拠にしたという。なお、この『孔子家語』は王粛の偽作ともいわれ、また一から捏造したのではなく、元来あったものを王粛が改竄したともいわれている。渡邉義浩は、曹魏の禅譲正当化の根拠となった鄭玄説を否定することによって、司馬氏の簒奪を正当化する狙いがあったのではと推定している。
西晋では王粛説が羽振りを利かせたが、以降は鄭玄説が再び有力となった。近年、王粛説の再評価もされつつある。

## 参考資料
- 渡邊義浩『三国志軍師34選』PHP文庫、2008年